# Zerkten
Zerkten, anciennement nommée Had Zerkten, est une commune territoriale de la province d'Al Haouz, dans la région de Marrakech-Safi, au Maroc. Elle ne dispose pas de centre urbain mais a pour chef-lieu un village du même nom.
La commune territoriale de Zerkten est située dans le caïdat de Zerkten, lui-même situé au sein du cercle de Touama.

## Historique
La commune de Zerkten, créée en 1959 sous le nom de Had Zerkten, fait partie des 801 premières communes formées lors du premier découpage communal qu'a connu le Maroc. Elle se trouvait dans la province de Marrakech, précisément dans le cercle d'Aït Ourir.
Avant le dernier décret datant de 2010, relatif à l'organisation territorial de la province d'Al Haouz, la commune de Zerkten se trouvait dans le caïdat de Touama, au sein du cercle d'Aït Ourir. À partir de 2010, Zerkten est intégrée dans le nouveau cercle de Touama.

## Démographie
Elle a connu, de 1994 à 2004 (années des derniers recensements), une hausse de population, passant de 18 239 à 19 154 habitants.

## Administration et politique

### Villages
- Tamguinguante